# Morin-Heights
Morin-Heights es un municipio canadiense situado en la provincia de Quebec.

## Superficie
Morin-Heights tiene una superficie de 55,96 km².

## Demografía
En 2021, tenía 4678 habitantes, una densidad poblacional de 83,6 hab./km², y 2762 viviendas.